# Herb Czernawczyc

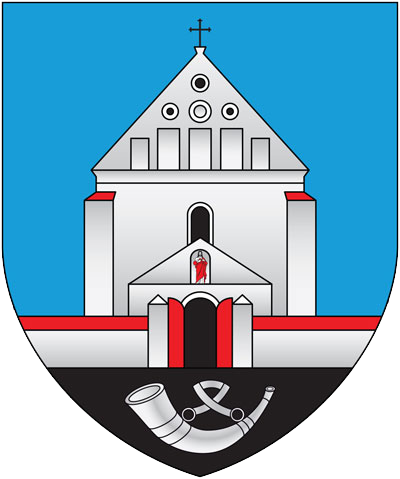
Herb Czernawczyc

Herb Czernawczyc − jeden z oficjalnych symboli Czernawczyc.
Herb przedstawia w górnym polu błękitnym srebrny fronton kościoła z takimże ogrodzeniem oraz czerwoną bramą na oścież otwartą, zaś w dolnym polu czarnym srebrny róg myśliwski. Wizerunek świątyni jest nawiązaniem do miejscowego kościoła Troickiego, a róg (i być może tło) do herbu Trąby fundatora Mikołaja Krzysztofa „Sierotki” oraz w ogóle Radziwiłłów, którzy przez kilkaset lat mieli w Czernawczycach swoją rezydencję.
W 1718 r. Czernawczyce otrzymały herb i prawo magdeburskie, jednak niewiele wiadomo o okolicznościach tego wydarzenia i wyglądzie herbu. Władze obecnej Białorusi zatwierdziły oficjalnie herb i flagę Czernawczyc dekretem prezydenckim nr 101 o ustanowieniu oficjalnych symboli heraldycznych dla jednostek administracyjnych i terytorialnych obwodu brzeskiego z 11 marca 2011 roku.